# De geschiedenis van de twee dieven Ghata en Karpara
De geschiedenis van de twee dieven Ghata en Karpara is een volksverhaal uit India.

## Het verhaal
Ghata en Karpata leven in dezelfde stad, Karpata maakt een gat in de muur van het paleis en komt in de slaapkamer van de prinses. De prinses wordt meteen verliefd en belooft hem het rijk als hij de volgende dag terugkomt. Karpata vertelt Ghata wat er is gebeurd en de volgende avond gaat hij naar het paleis. Hij valt in slaap en de volgende ochtend komen bewakers het vrouwenvertrek binnen. De koning is woedend en Karpata krijgt de doodstraf. Ghata ziet Karpata en krijgt de opdracht voor de prinses te zorgen. Karpata wordt aan een boom opgehangen en Ghata treurt om zijn vriend.
Ghata graaft een gang naar het paleis en komt in het vertrek van de prinses. Ze is alleen en vastgebonden en Ghata zegt een vriend van Karpata te zijn. Samen vluchten ze door de gang en de volgende ochtend ontdekt de koning dat zijn dochter verdwenen is. Hij laat een wachter bij het dode lichaam van Karpara waken en iedereen die komt rouwen, wordt gearresteerd. Ghata gaat in de gedaante van een asceet naar zijn vriend en neemt gekookte rijst en melk mee. Hij doet alsof hij uitglijdt en de pot met rijst en melk en zegt O, Karpara vol van zoetheid. Omdat Karpara ook pot betekent, denken de wachters dat hij treurt over zijn gebroken pot.
De volgende dag neemt Ghata twee dienaren mee, één is verkleed als bruid en de ander moet een pot vol suikergoed gedrenkt in het sap van datura meenemen. Als een dronken dorpeling gaat Ghata met de mannen op weg en zegt dat hij naar zijn schoonvader gaat. Hij brengt geschenken met zijn vrouw en geeft de helft aan de mannen. De mannen vallen in slaap en Ghata haalt hout en verbrandt het lichaam van Karpara. De volgende ochtend ontdekt de koning wat er is gebeurd en laat het gebeente bewaken. De wachters mogen niks eten, maar Ghata heeft gehoord over toverspreuken en sluit vriendschap met een bedelmonnik. Deze betovert de wachters en Ghata gooit het gebeente van zijn vriend in de Ganges. De koning denkt dat er een tovenaar bezig is en belooft hem het halve land.
Ghata wil zich bekendmaken, maar de prinses houdt hem tegen. Ze vertelt dat de koning onbetrouwbaar is en ze vertrekken naar een ander land. Onderweg fluistert de prinses tegen de bedelmonnik dat ze verleid werd door de vriend van Ghata, maar hij is nu dood. Ze houdt niet van Ghata en vermoordt hem midden in de nacht en slaapt met de bedelmonnik.

## Achtergronden
- Het verhaal komt uit de Kathastsaritasastgara, een Sanskriet-werk uit de elfde eeuw. Het werk wordt toegeschreven aan Somadeva. Het is een raamvertelling waarin grote hoeveelheden fabels en verhalen zijn samengebracht.
- In India gelooft men dat de ziel van een persoon die door geweld om het leven is gebracht, niet zal reïncarneren. Als kwade geest blijft hij tussen hemel en aarde. Als ook de dodenriten niet worden uitgevoerd, verergert zijn of haar toorn. Vergelijk De Grafheuvel.
- Datura heeft een 'kalmerende' werking.